# Q*Bert
Q*Bert är ett arkadspel från 1982 utvecklat av Gottlieb (tidigare D. Gottlieb & Co), ett arkadspelsföretag från Chicago, Illinois.

## Beskrivning
I Q*Bert styr spelaren en karaktär med samma namn som spelet runt en pyramid-lik struktur bestående av färgade kuber. Q*Berts uppdrag är att hoppa från kub till kub för att ändra färgen på dem (till exempel från blå till gul). På de tidigaste nivåerna behöver man bara hoppa på varje kub en gång för att ändra den till rätt färg, men på senare nivåer kan man behöva hoppa på samma kub flera gånger, eller undvika att hoppa på den för många gånger. Samtidigt finns det olika varelser och föremål, såsom bollar, ormen Coily och Slick och Sam, som försöker stoppa Q*bert, vilka han måste undvika.